# Corea del Sur en los Juegos Olímpicos de Río de Janeiro 2016
Corea del Sur estuvo representada en los Juegos Olímpicos de Río de Janeiro 2016 por un total de 207 deportistas, 103 hombres y 104 mujeres, que compitieron en 26 deportes.
El portador de la bandera en la ceremonia de apertura fue el esgrimidor Gu Bon-Gil.

## Medallistas
El equipo olímpico surcoreano obtuvo las siguientes medallas:
| Nombre                                | Deporte            | Competición                  |
| ------------------------------------- | ------------------ | ---------------------------- |
| Oro                                   |                    |                              |
| Park Sang-Young                       | Esgrima            | Espada ind. M                |
| Park Inbee                            | Golf               | Torneo F                     |
| Kim So-Hui                            | Taekwondo          | –49 kg F                     |
| Oh Hye-Ri                             | Taekwondo          | –67 kg F                     |
| Jin Jong-Oh                           | Tiro               | Pistola 50 m M               |
| Chang Hye-Jin                         | Tiro con arco      | Individual F                 |
| Chang Hye-Jin Choi Mi-Sun Ki Bo-Bae   | Tiro con arco      | Equipo F                     |
| Ku Bon-Chan                           | Tiro con arco      | Individual M                 |
| Kim Woo-Jin Ku Bon-Chan Lee Seung-Yun | Tiro con arco      | Equipo M                     |
| Plata                                 |                    |                              |
| Kim Jong-Hyun                         | Tiro               | Rifle en pos. tendida 50 m M |
| Jeong Bo-Kyeong                       | Judo               | –48 kg F                     |
| An Ba-Ul                              | Judo               | –66 kg M                     |
| Bronce                                |                    |                              |
| Jung Kyung-Eun Shin Seung-Chan        | Bádminton          | Dobles F                     |
| Kim Jung-Hwan                         | Esgrima            | Sable ind. M                 |
| Yoon Jin-Hee                          | Halterofilia       | 53 kg F                      |
| Kim Hyeon-Woo                         | Lucha grecorromana | 75 kg M                      |
| Kim Tae-Hun                           | Taekwondo          | –58 kg M                     |
| Lee Dae-Hoon                          | Taekwondo          | –68 kg M                     |
| Cha Dong-Min                          | Taekwondo          | +80 kg M                     |
| Ki Bo-Bae                             | Tiro con arco      | Individual F                 |
| Gwak Dong-Han                         | Judo               | –90 kg M                     |